# شهریاری علیا
شهریاری علیا، روستایی که مرکز دهستان شهریاری بخش چاهک شهرستان خاتم در استان یزد ایران است. این روستا، مرکز دهستان شهریاری است.

## جمعیت
بر پایه سرشماری عمومی نفوس و مسکن در سال ۱۳۹۵، جمعیت این روستا برابر با ۷۰۸ نفر (۱۹۲ خانوار) بوده است.